# Pedemonte (San Pietro in Cariano)
Pedemonte è una frazione del comune di San Pietro in Cariano, in provincia di Verona.

## Geografia
Si sviluppa lungo il confine sud-est del territorio comunale, collegando San Pietro in Cariano con il comune di Negrar a est e Verona (capoluogo di provincia) a sud. È quindi un paese di confine, a soli otto chilometri dalle porte di Verona. Nel corso degli anni ha accolto molti nuovi residenti che si sono trasferiti dalla città per la campagna.
Spesso viene considerato un paese di passaggio dato che si sviluppa lungo la principale strada di penetrazione nella Valpolicella, la strada provinciale n° 4 che, realizzata nel 1958, contribuisce non poco al problema più sentito del paese: il traffico di spostamento dalla città e viceversa.
Nonostante la situazione caotica e marginale del paese, la presenza di un edificio storico di importanza architettonica mondiale, contribuisce alla rinomanza di tutto il territorio comunale a livello internazionale: la “Villa Serego” realizzata su progetto di Andrea Palladio.

## Eventi
Tra la fine di luglio e l'inizio di agosto si tiene la sagra di San Rocco, festa popolare dedicata al santo patrono del paese e caratterizzata da musica dal vivo e stand enogastronomici. A cavallo tra il 25 aprile e il 1º maggio si svolge la tradizionale "Festa dei vini classici della Valpolicella". Al suo interno vi sono molte sono ulteriori manifestazioni legate al mondo del vino Valpolicella, tra cui dal 1998 spicca la "Magnalonga", una camminata enogastronomica lungo le colline, che richiama migliaia di appassionati da ogni parte d'Italia e dall'estero.

## Luoghi di interesse
- Chiesetta di Santa Sofia, XV secolo. Costruita su un precedente edificio di culto del IX secolo di cui nulla ora rimane oltre alle fondamenta, oggi si presenta come un pregevole esempio di architettura tardo romanica. Ad un'unica navata e con tetto a capriate lignee, vanta pareti affrescate probabilmente ad opera di un allievo del Turone.[4][5]
- Villa del Quar, in località Quar (XVI), è costituita da più corpi di fabbrica disposti ad U intorno ad un ampio giardino: la casa padronale secentesca, le ali est e ovest di epoca cinquecentesca e un oratorio della metà del Settecento. È ora utilizzata come albergo di lusso.[6]
- Villa Serego, in località Santa Sofia (1565), realizzata su progetto del famoso architetto Andrea Palladio, dal 1996 nella lista dei patrimoni dell'umanità dell'UNESCO.[7]
- Villa De Besi, Danese, Maggiore, (XVII secolo). L'edificio ha visto diversi cambiamenti nel corso della sua storia. Oggi si presenta come un unico corpo abbellito da un porticato e da una loggia al piano superiore. All'interno, un camino cinquecentesco e sale affrescate.[8]
- Fontana del XVI secolo